# 法恩巴赫河 (施泰因巴赫河支流)
47°50′04″N 11°48′14″E / 47.834563°N 11.803772°E

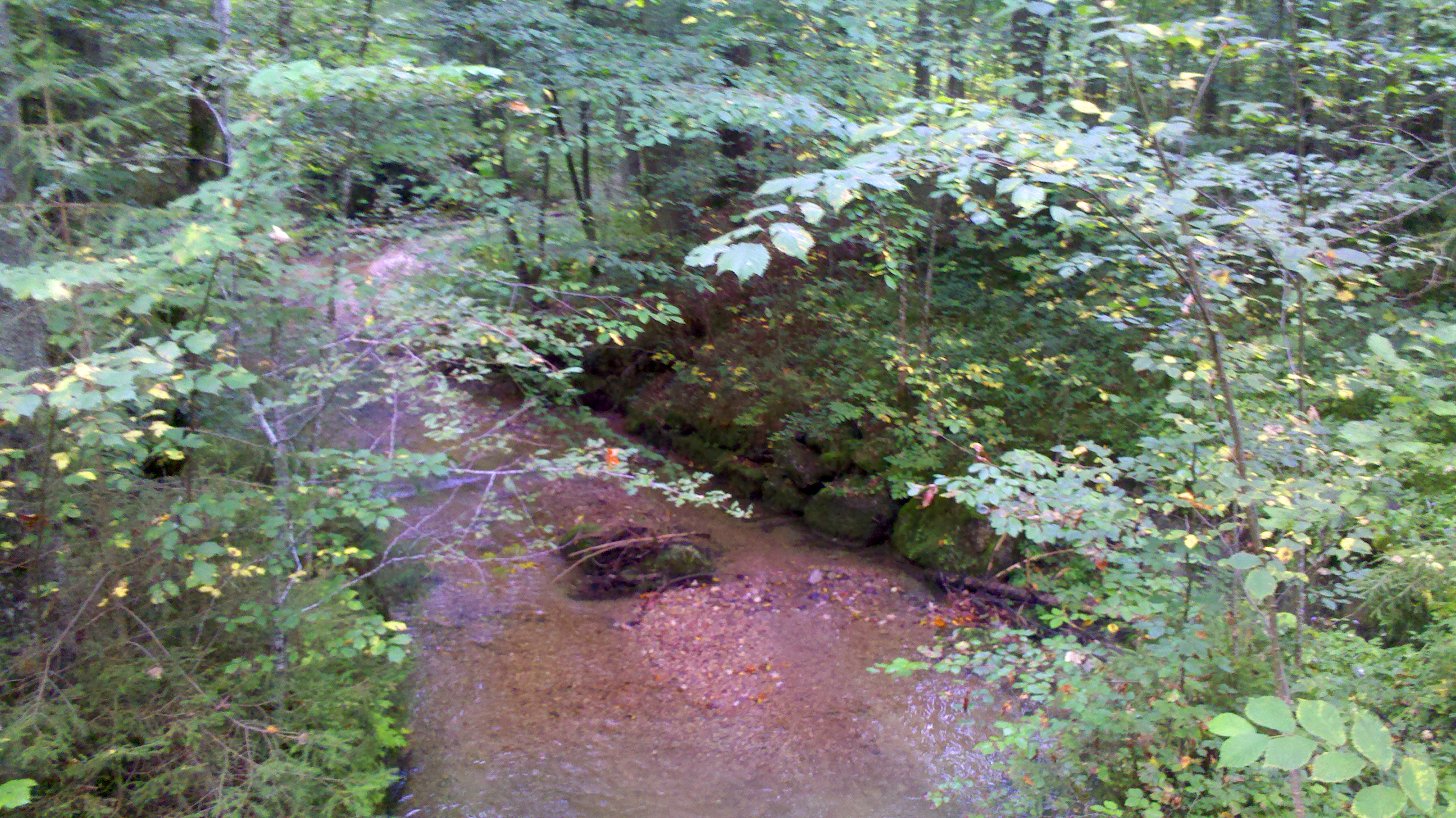

法恩巴赫河是德國的河流，位於該國東南部，由巴伐利亞負責管轄，屬於施泰因巴赫河的左支流，河道全長5公里，河口處在芬特巴赫附近。